# The Unholy War
 (octobre 2019).
Si vous disposez d'ouvrages ou d'articles de référence ou si vous connaissez des sites web de qualité traitant du thème abordé ici, merci de compléter l'article en donnant les références utiles à sa vérifiabilité et en les liant à la section « Notes et références ».
The Unholy War est un jeu vidéo de combat sorti sur PlayStation le 22 septembre 1998. Il a été programmé par Fred Ford de Toys For Bob pour Crystal Dynamics et a été édité par Eidos Interactive. Le producteur est Marc Wallace.
Il s'agit d'un jeu de combat dans lequel deux nations s'affrontent, les Teknos et les Arcanes. Ces guerriers appartenant à l'un des deux clans se battent dans un environnement 3D en utilisant des attaques et des projectiles.

## Histoire
Le jeu se déroule sur la planète Xsarra, sur laquelle deux peuples puissants sont en guerre : les Arcanes, habitants d'origine de la planète (Xsarra) et les Teknos (conquérants cybernétiques qui veulent s'emparer des ressources de la planète pour eux). Le vaisseau des Teknos a atterri sur Xsarra parce qu'ils fuyaient les « chasseurs », une autre race exceptionnellement puissante qui veulent détruire la race des Teknos.  Les Teknos espéraient que le rayonnement de l'atmosphère inhabituelle de la planète Xsarra  masquerait leur vaisseau des scanners du radar des chasseurs. Ils ont découvert qu'il y avait un métal pure de l'AUR sur Xsarra une richesse rare et puissante, donc ils ont décidé qu'ils exploiteraient toutes les AUR sur Xsarra, ils seront protégés contre les chasseurs. Mais les Arcanes, race de la planète de Xsarra n'aimait pas cette idée, donc ils ont formé un groupe d'allier de taille pour affronter les Teknos. C'est alors que la guerre à commencer entre ces deux puissantes nations.

## AUR
AUR est une ressource magique qui peut être exploité en plaçant un personnage sur un AUR Hex. Contenant et comme dans le déplacement et les combats, certaines unités sont meilleures que d'autres quand il s'agit de l'exploitation minière. Vous obtiendrez une AUR 20 ou 40 supplémentaires au début de chaque tour, à condition que l'hexagone reste occupé. AUR peut être utilisé pour acheter des unités ou l'utilisation des compétences particulières d'une unité.
La base ennemie est détruite lors de l'une de vos unités entre dans l'hexagone où elle occupe, et toutes les unités qui la gardaient sont tués. La base génère 10 Aur par tour jusqu'à ce qu'elle soit détruite.
Entre chaque niveau, vous recevrez de plus amples renseignements sur l'histoire du jeu par un inconnu qu'on a appelé « l'observateur » qui raconte comment l'histoire se développe.

## Personnages Arcanes
Dark Angel : Personnage humanoïde avec des ailes. Peut tirer des lasers avec ses yeux, effectuer une attaque par ondes de choc sur terre ou placer un cristal qui guérit progressivement.
Brontu : Sorte de rhinocéros à six pattes. Il peut charger à grande vitesse une attaque de bélier, il peut faire une onde de choc bleue en rugissant sur l'ennemi, ou des nuages de gaz toxiques.
Ecton : Diable humanoïde. Il peut placer jusqu'à trois pièges où il retiendra son ennemi quelques secondes s'il pile dessus, il peut faire de sa bouche une onde bleue qui prendra la santé de son adversaire pour augmenter la sienne et il lance de la magie verte qui ralentit sa proie. 
Firewitch : Femme volante en feu et qui lance du feu. Elle peut placer des plaques de feu sur terre, et peut s'écraser à terre, ce qui produira une explosion de feu (où elle prendra quelques seconde pour se relever).
Mogalin Rider : Femme chevauchant un monstre bipède, nommé Mogalin. Seul personnage avec quatre mouvements : il peut tirer un faisceau de magie rose rapide, changer de place avec l'adversaire, utiliser une attaque de la langue faible ou avaler un power-up avec la langue qui poursuivra son adversaire avec beaucoup de damage.
Magus Lizard : Lézard humanoïde avec des vêtements de mage et une épée. Il peut glisser son épée, assigner des corbeaux à tête chercheuse, ou invoquer des météores.
Prana Devil : Créature démon ressemblant à un lézard décharné. Il peut mordre l'adversaire, cracher des boules vertes et pondre des œufs qui éclosent en poussins Prana. Il ne peut y avoir que 3 poussins dans l'arène à un moment donné et ils sont facilement mis à mort.
Megaprana (Personnage secret) : version plus puissante du Prana Devil. Il possède les mêmes coups, mais ils sont beaucoup plus puissants et il peut sauter beaucoup plus élevés aussi.

## Personnages Teknos
Jaeger : Sorte de Tank droïde équipé d'armes. Il peut tirer des missiles à tête chercheuse, tirer des puissants lasers rouges ou frapper d'un puissant coup de poing.
Killcycle : Humanoïde cybernétique attaché à un jetcycle volant. Il peut tirer des souffles de plasma bleu, larguer des bombes, ou sacrifier sa vie pour causer de lourds dommages.
Mantis : Robot insectoïde mécanique. Il peut jeter les tourbillons d'aspiration, donner des coups avec sa langue ou lancer un genre de boomerang qui prend la santé de l'adversaire avant de revenir à Mantis.
Quicksilver : Femme humanoïde. Elle tire trois sphères de métal, donne un sévère coup de bras qui sont des lames ou peut faire un bouclier qui peut protéger contre toute attaque et réfléchir des projectiles.
Tesla Lord : Humanoïde. Il peut lancer des arcs électriques, se téléporter à un endroit au hasard, ou créer une tour de cristal qui lance des projectiles en direction de l'ennemi.
Razorfane : Homme dans un corps mécanique en acier avec des scies circulaires au bout des bras. Il peut lancer des scies en métal, placer des scies tournantes sur place (barrières de scies) ou tourne sur place pour attaquer au corps à corps.
Wasp : Femme cyborg équipée d'ailes en vol stationnaire. Elle peut lancer des lasers bleus avec son fusil et geler ses ennemies afin d'aspirer sa vie.
Beta Razor (Personnage secret) : Razorfane avec le double de la santé, plus gros compteur d'énergie, des propulseurs pour voler, lance des scies de feu à lame circulaire, il peut tourner sur lui-même et s'écraser contre le sol ce qui produira une immense explosion de feu bleu (une attaque similaire à Fire Witch sans la lenteur pour se relever).